# مداره السفلى (جبلة)

تعديل مصدري - تعديل

مداره السفلى محلة تابعة لقرية مدارة، التابعة لعزلة الشهلي بمديرية جبلة إحدى مديريات محافظة إب في الجمهورية اليمنية، بلغ تعداد سكانها 119 حسب تعداد اليمن لعام 2004.